# Deulowitz
Deulowitz (niedersorbisch Dulojce) ist ein Ortsteil der Stadt Guben im Landkreis Spree-Neiße in Brandenburg.

## Lage
Deulowitz liegt in der Niederlausitz auf einem Ausläufer der Lieberoser Heide. Die Stadt Guben ist etwa drei Kilometer entfernt. Umliegende Ortschaften sind der zur Gemeinde Schenkendöbern gehörende Gemeindeteil Wilschwitz im Norden, die Stadt Guben im Nordosten und Osten, Kaltenborn im Südosten sowie die wiederum zur Gemeinde Schenkendöbern gehörenden Ortsteile Kerkwitz im Süden, Atterwasch im Südwesten und Schenkendöbern im Nordwesten.

## Geschichte
Deulowitz wurde erstmals 1456 als „Dulewitz“ urkundlich erwähnt. Der sorbische Ortsname „Dulojce“ bedeutet in etwa „Siedlung an einer Flussniederung“, was sich auf das durch den Ort fließende Schwarze Fließ bezieht.
Deulowitz lag seit jeher im Königreich Preußen, zwischen 1816 und 1945 war der Ort dort Teil des Regierungsbezirkes Frankfurt in der Teilprovinz Neumark. Innerhalb des Regierungsbezirkes wurde Deulowitz vom Amtsbezirk Atterwasch verwaltet. Bis 1950 lag Deulowitz im Landkreis Guben, zur Zeit der Sowjetischen Besatzungszone gehörte die Gemeinde zwei Jahre lang zum Landkreis Cottbus.
Am 25. Juli 1952 wurde Deulowitz dem neu gebildeten Kreis Guben im Bezirk Cottbus zugeordnet. Nach der Wende lag die Gemeinde zunächst im Landkreis Guben und wurde mit der brandenburgischen Kreisreform vom 6. Dezember 1993 dem Landkreis Spree-Neiße zugeordnet. Zeitgleich wurde Deulowitz zusammen mit den bis dahin ebenfalls eigenständigen Gemeinden Bresinchen und Schlagsdorf in die Stadt Guben eingemeindet.
Deulowitz ist Teil der Kirchengemeinde Atterwasch. Diese gehört zur Pfarrei Guben, welche seit dem 1. September 2004 dem Dekanat Cottbus-Neuzelle untergeordnet ist und zur Evangelischen Kirche Berlin-Brandenburg-schlesische Oberlausitz gehört.

## Bevölkerungsentwicklung
| 1875 | 144 | 1939 | 126 | 1981 | 166 |
| 1890 | 141 | 1946 | 210 | 1985 | 145 |
| 1910 | 99  | 1950 | 260 | 1989 | 139 |
| 1925 | 138 | 1964 | 203 | 1992 | 127 |
| 1933 | 130 | 1971 | 189 |      |     |

## Wirtschaft und Infrastruktur
Im Norden der Gemarkung von Deulowitz befindet sich ein Gewerbegebiet, das unter anderem einen Hellweg-Baumarkt, ein Möbelhaus sowie den Hauptsitz und die Produktionsstätte der Bäckerei Dreißig beinhaltet. Westlich des Gewerbegebiets befindet sich eine Photovoltaik-Freiflächenanlage, welche 2010 errichtet wurde und durch den Investor China Solar GmbH betrieben wird. Diese Anlage soll im Jahr 2022 erheblich erweitert werden. Im Gewerbegebiet entsteht außerdem eine Produktionsanlage des US-amerikanischen Familienunternehmens Jack Link‘s, mit ihrer in Deutschland bekanntesten Marke BiFi.
Im ehemaligen, denkmalgeschützten Herrenhaus Deulowitz wurde 1950 ein Altersheim eröffnet, heute eine Seniorenresidenz mit acht Apartments mit betreutem Wohnen.
Ebenfalls im Ort, ist ein Speditionsunternehmen angesiedelt. Der Betrieb in der ehemaligen Kiesgrube wurde nach der Eröffnung der Kiesgrube in Schlagsdorf eingestellt.
Durch Deulowitz verlaufen die Bundesstraßen 112 von Forst (Lausitz) nach Frankfurt (Oder) und 320 von Lübben nach Guben.